# Nispen
Nispen (Brabants: Nipse, vanwege de inversie van de 'sp' klank in 'ps' in het Noordwest-Brabants) is een dorp binnen de gemeente Roosendaal, in de Nederlandse provincie Noord-Brabant. Het dorp had in 2023 zo'n 1.745 inwoners.

## Etymologie
De naam Nispen, in de oudste documenten geschreven als Nisipa, heeft als uitgang -apa, hetgeen water betekent.
Het voorvoegsel Nis zou betrekking kunnen hebben op nes of landtong. Een andere verklaring verbindt nis met genezen. Het zou dan: het heilzame water of het geneeskrachtige water betekenen.

## Geschiedenis
Nispen is de oudste plaats in de wijde omgeving. Reeds vóór 1146 zou het een heerlijkheid zijn geweest en in 1157 werd het voor het eerst als kerkdorp vermeld onder de naam Nisipa. Het wordt genoemd in een oorkonde die een schenking van diverse goederen van Arnulfus de Brabander aan de Abdij van Tongerlo bevestigde.
De plaats was de zetel van de parochie Nispen, deze was onder meer uitgestrekt over de plaatsen Kalmthout, Essen, Nieuwmoer, Achterbroek en Wildert in het huidige België en Nispen, Roosendaal en Zegge in het huidige Nederland. Het patronaatsrecht was in handen van de Abdij van Tongerlo. Tot 1822 werden de pastoors van Nispen door de betreffende abdij geleverd, na dat jaar door het Bisdom Breda. Geleidelijk splitsten zich de parochies van de later gevormde kernen van Nispen af, en deze kernen, met name Roosendaal, overvleugelden Nispen ten slotte.
De heerlijkheid Nispen was een lage heerlijkheid en dus in zekere zin afhankelijk van een hogere instantie, en wel de heer van Breda. Voor 1287 behoorde Nispen tot de eninge van Wouw. Bovendien lagen er hertogelijke enclaves in het gebied. In 1387 gaf de hertogin, Johanna van Brabant, de heerlijkheid Nispen in leen aan Jan III van Polanen, heer van Breda. Aldus werd Nispen onderdeel van de baronie van Breda en, na de splitsing in 1287, een Bredase exclave in het Land van Bergen op Zoom.
In de 14e eeuw kreeg de Abdij van Tongerlo toestemming om het in de omgeving voorkomende veen te ontginnen. Er werden turfvaarten gegraven, met name de Natte- of Elderse Turfvaart ten oosten van het dorp, die naar Roosendaal liep, en de Nispense Turfvaart, welke via Essen dwars door de huidige dorpskom in noordelijke richting liep en op de Natte Turfvaart uitkwam.
Ook in deze tijd werd kasteel Moerendaal gebouwd, waarvan in 1336 de eerste eigenaar, Jacob van Moerdale. wordt vermeld. De Antwerpse Maria Pypelinckx, moeder van de schilder Peter Paul Rubens, erfde het kasteel met landgoed in 1583 van haar vader. Midden 17e eeuw werd het gesloopt. De fundamenten zijn nog steeds in de grond aanwezig. Met een beukenhaag zijn de contouren van het voormalige hoofdgebouw aangegeven. 
Ondertussen splitsten een aantal parochies zich af, en wel Roosendaal in 1510, en Kalmthout in 1551. Tijdens de Tachtigjarige Oorlog vonden verwoestingen plaats, met name in 1583, verwoest door soldaten van Armand de Gontaut die rondzwierven tijdens de belegering van het Kasteel van Wouw. De gevluchte bewoners keerden pas in 1593 terug. Pestepidemieën traden op in 1603-1604, 1622 en 1625. Van 1613-1618 werd de kerk hersteld en in 1634 voorzien van een nieuw orgel en doksaal. Ook werden diverse woningen herbouwd.
Vanaf 1636 werd het langzaamaan onmogelijk om katholieke godsdienstoefeningen te houden. In 1648 werd de kerk te Nispen genaast door de hervormden. In 1643 werd te Steenpaal, aan de Zuid-Nederlandse zijde een houten grenskerkje gebouwd voor de inwoners van Nispen en Roosendaal. In 1669 kwam er een houten kerkje vlak over de grens te Essen en dit werd in 1729 vervangen door een stenen gebouw, dat later nog werd vergroot om in 1802 verheven te worden tot zelfstandige parochiekerk.
In 1797 kregen de Nispenaren het schip van hun kerk weer terug. Nu moesten de Essenaren te Nispen kerken, daar gedurende de beloken tijd het de Zuidelijke Nederlanden waren waar de katholieke godsdienstuitoefening werd beperkt. Dit eindigde in 1802.
Nispen en Essen waren dan wel bestuurlijk en kerkelijk gescheiden, maar ze behoorden tot hetzelfde land. De Belgische Revolutie maakte daar in 1830 een einde aan: Nispen werd weer een grensdorp. In 1851 poogde Nispen zich af te scheiden van Roosendaal en Nispen teneinde een zelfstandige gemeente te worden. Maar dit gebeurde niet.
De spoorlijn Roosendaal-Essen werd geopend op 26 juni 1854, maar er is nooit in een station te Nispen voorzien geweest. Een waterleiding werd aangelegd vanaf 1886. Water werd door een particuliere maatschappij gewonnen in gegraven welputten en van daaruit naar Roosendaal geleid. In 1914 werd de winning gestaakt, daar het water vervuild was geraakt. De langgerekte putten bleven bestaan en het terrein, dat de functie van openluchtzwembad kreeg, werd Zonneland genoemd. Later werd hier een camping opgericht. De kampwinkel is in de voormalige machinehal van de waterwinning gelegen.
In 1903 kwam er een coöperatieve zuivelfabriek die in 1916 fuseerde met de Roosendaalse coöperatie. In 1922 werd de fabriek gesloten.
In 1907 werd een filiaal van de Roosendaalse sigarenfabriek KaVeeWee geopend. Hier werkten op een gegeven ogenblik 150 mensen, maar in 1942 moest de fabriek worden gesloten en ze werd nooit meer opgestart. Het pand werd in 1994 gesloopt.
Tijdens de Eerste Wereldoorlog waren vele militairen en grensbeambten in Nispen gestationeerd. Ook trokken vele Belgische vluchtelingen door de plaats. Hoewel de grens was afgesloten door De Draad, vonden een aantal inwoners van Nispen een aanvulling op hun inkomen in de smokkel.
In 1926 vestigden de Franciscanessen van Roosendaal zich in Nispen. Zij verzorgden katholiek onderwijs voor meisjes. Een jaar later werd de openbare school voor jongens omgezet in een katholieke school.
In 1930 werd de kasseiweg van Roosendaal naar Essen door een betonweg vervangen.

### Tweede Wereldoorlog en daarna
Toen van 10 tot 14 mei 1940 strijd met de Duitse invallers plaatsvond, werden nogal wat verwoestingen aangericht en vielen er ook slachtoffers. Op 22 oktober 1944 werd de grensovergang bevrijd door Canadese troepen. De dag daarop werd de oude kerktoren door de bezetter opgeblazen. Na hevige strijd, waarbij veel schade werd toegebracht en 22 Nispenaren omkwamen, kon het dorp worden bevrijd door Britse troepen op 26 oktober 1944. Op 4 mei 1946 werd de kapel voor Maria Koningin van de Vrede ingewijd.
Er werden nu noodwoningen opgericht, waarvan de laatste pas in 1992 werd gesloopt. Men begon ook met de bouw van woningen en in 1958 kwam, met de ingebruikname van de nieuwe kerktoren, een einde aan de wederopbouwperiode.
In 1992 begon Nispen de gevolgen van de Europese eenwording te voelen: de douaneposten en expeditiekantoren aan de grens werden afgeschaft, en in 2002 uiteindelijk ook het grenswisselkantoor.

## Bezienswaardigheden
- Aan Dorpsstraat 26 bevindt zich de Molen van Aerden, een beltmolen uit 1850 met een uniek zelfzwichtingssysteem, het van Riet-systeem. Deze molen heeft geen zeilen, maar kleppen op de wieken. De  molen is een rijksmonument.
- De Maria Hemelvaartkerk aan Kerkplein 1 stamt uit 1931 en werd ontworpen door Jos Cuypers. De voorganger, uit 1618 werd daartoe in 1930 gesloopt. In 1944 werd de kerktoren door oorlogsgeweld verwoest. In 1958 kwam de nieuwe toren gereed, die werd ontworpen door de Roosendaalse architect J. Elst. In de kerk is ook een deel van het orgel en een gebeeldhouwde eikenhouten balustrade voor het doksaal van de voormalige kerk te bezichtigen. Deze kerkmeubelen kwamen vanuit 's-Hertogenbosch in 1634 naar Nispen.
- In de Turftuin links van de kerk zijn funderingen opgemetseld van de voormalige kerk. Deze dateren uit de 14e en 15e eeuw.
- De Vredeskapel aan de Heijbeeksestraat is een kleine zeshoekige bakstenen kapel, gewijd aan Maria, Koningin van de Vrede. Dit gemeentelijk monument is gebouwd ter herdenking van de oorlogsslachtoffers. De kapel werd ontworpen door Jos Cuypers en werd ingewijd op 4 mei 1946.

## Natuur en landschap
Een ruilverkaveling in de jaren 70 van de 20e eeuw heeft het landschap grootschaliger gemaakt, wat met name ten westen van het dorp te zien is. De Molenbeek, die vanuit België meanderend naar het noorden stroomt, is verderop gekanaliseerd, maar omzoomd door het natuurgebied Dal van de Molenbeek. Naar het oosten toe ligt tussen Nispen, Roosendaal en Schijf natuurgebied Visdonk. In dit gebied vindt men ook resten van oude turfvaarten waaronder de Eldertse Turfvaart. Deze turfvaart loopt vanuit Horendonk in België via de Nispense Achterhoek en Visdonk naar Roosendaal.

## Evenementen
- De N'Oop loop is een drukbezochte sportieve obstaclerun in Nispen.[3]
- De avondkerstloop, vanuit de kerk starten en door het verlichte dorp rennen is zaterdagavond voor kerst een sportief uitje voor jong en oud.[4]
- Sinds 2015 heeft Nispen een Openluchttheater waar jaarlijks een verscheidenheid aan voorstellingen plaatsvinden.
- Al meerdere jaren wordt in het centrum van het dorp een kunstmarkt georganiseerd. Daarmee wordt tevens de historische relatie tussen het dorp en de familie Rubens benadrukt.
- Ook wordt er jaarlijks een festival georganiseerd, genaamd Grensdance, in de Broekakkerstraat in Nispen. Hier komen elk jaar meerdere artiesten optreden.

## Nabijgelegen kernen
Essen, Wouwse Plantage, Roosendaal, Schijf